# Jack Carlson
Jack Anthony Carlson (Virginia, Minnesota, 1954. augusztus 23. –) amerikai profi jégkorongozó.

## Pályafutása
Komolyabb junior karrierjét az USHL-ben kezdte a Minnesota Rangersben 1972–1973-ban. A következő idényben a Marquette Iron Rangersben játszott. Az 1974-es NHL-amatőr drafton a Detroit Red Wings választotta ki a 7. kör 117. helyén. Az 1974-es WHA-amatőr drafton szintén kivalásztották. Ekkor a Minnesota Fighting Saints draftolta őt le. Felnőtt pályafutását a WHA-as Minnesota Fighting Saintsban kezdte 1974–1975-ben majd mé ebben az idényben a NAHL-es Johnstown Jetsbe került. A következő szezonban játszott a Minnesota Fighting Saintsben és az akkor még WHA-as Edmonton Oilersben. 1976–1977-ben visszakerült a Minnesota Fighting Saintsbe majd szezon közben a New England Whalersbe igazolt. Ennek a csapatnak 1977–1979 között viselte a mezét. 1979-ben még játszott 16 mérkőzést a Minnesota North Starsban. 1979–1980-ban nem játszott egy súlyos hátsérülés miatt. 1980–1982 között szintén a North Starsban játszott, majd 1982–1984 között a St. Louis Bluesban játszott. 1984–1986 között nem játszott sehol. 1986–1987-ben még nyolc mérkőzésre magára húzta a North Stars mezét.